# Sarra Besbes
Sarra Besbes (Arabisch: ساره بسباس ) (Abu Dhabi, 5 februari 1989) is een Tunesisch schermster die actief is in de degen-categorie. 

## Biografie
Besbes debuteerde in 2007 op 18-jarige leeftijd bij de senioren tijdens de Afrikaanse kampioenschappen in Algiers. In 2012 kwalificeerde ze zich voor de Olympische Zomerspelen van 2012 als best gerangschikte van het Afrikaanse continent. Ze bereikte hierin de kwartfinale waarin ze werd uitgeschakeld door de Duitse Britta Heidemann. Besbes is tot op heden 7-voudig Afrikaans kampioene in het individuele degen-evenement. 
Sarra is de zus van Azza Besbes, tweevoudig Olympisch deelneemster. 

## Palmares
- Wereldkampioenschappen schermen
  - 2015:  - degen individueel

- Olympische Spelen
  - 2012: 8e - degen individueel

- Afrikaanse kampioenschappen schermen
  - 2009, 2010, 2011, 2012, 2013, 2014, 2015:  - degen individueel
  - 2007, 2008:  - degen individueel

- Middellandse Zeespelen
  - 2009, 2013:  - degen individueel

## Wereldranglijst
Degen
| Jaar   | 2007 | 2008 | 2009 | 2010 | 2011 | 2012 | 2013 | 2014 | 2015 |
| ------ | ---- | ---- | ---- | ---- | ---- | ---- | ---- | ---- | ---- |
| Plaats | 63   | 50   | 33   | 31   | 30   | 15   | 11   | 19   | 5    |